# Patti Page
Clara Ann Fowler, dite Patti Page, née le 8 novembre 1927 à Claremore, Oklahoma et morte le 1er janvier 2013 à Encinitas est une chanteuse américaine.
Elle est la chanteuse qui a vendu le plus de disques au cours des années 1950.

## Biographie
La carrière de Patti Page débute en 1947 chez Mercury Records. Son premier grand succès est Confess (1948), puis With My Eyes Wide Open, I'm Dreaming (1950), vendu à un million d'exemplaires. La même année, elle établit définitivement sa notoriété avec Tennessee Waltz, qui se trouve en tête du classement de Billboard Magazine pendant treize semaines et qui est à présent un des deux hymnes officiels de l'État du Tennessee. En 1957 Patti Page enregistre Old Cape Cod, le single se vendra à un million d’exemplaires.
Au cours de sa carrière, elle aura vendu plus de cent millions de disques, dont quatorze ont été tirés à plus d'un million d'exemplaires.
Elle meurt le 1er janvier 2013 à l'âge de 85 ans.

## Filmographie

### Cinéma
- 1960 : Elmer Gantry le charlatan de Richard Brooks : sœur Rachel
- 1961 : Dondi : Liz
- 1961 : Sous le ciel bleu de Hawaï de Norman Taurog : une passagère dans un bateau (non créditée)
- 1962 : Garçonnière pour quatre de Michael Gordon : Joanne McIllenn

## Dans la culture populaire
L'un des titres les plus de connus de Patti Page, That Doggie in the window, est inclus dans la bande sonore des deux premiers opus de la franchise de jeu vidéo Bioshock.